# Anhydride benzoïque
L'anhydride benzoïque est un composé organique de formule (C6H5CO)2O. C'est l'anhydride d'acide de l'acide benzoïque et donc l'anhydride d'acide aromatique symétrique le plus simple. C'est un solide cristallin incolore qui est facilement soluble dans les solvants organiques et insoluble dans l'eau.

## Préparation
Il est généralement préparé par la réaction de déshydratation de l'acide benzoïque, par exemple en utilisant de l'anhydride acétique : 
2 C6H5CO2H + (CH3CO)2O → (C6H5CO)2O + 2 CH3CO2H
En variante, il est aussi obtenu par le traitement du benzoate de sodium avec du chlorure de benzoyle. Il peut également être produit simplement en déshydratant l'acide benzoïque par chauffage.

## Utilisation
L'anhydride benzoïque constitue en outre un moyen pratique de préparer divers esters benzoïques selon la réaction suivante :
(C6H5CO)2O + ROH → C6H5CO2H + C6H5CO2R
Il sert également d'agent d'arylation dans la réaction de Heck. Il est utilisé en tant qu'agent benzoylant dans des synthèses organiques, en particulier dans les produits pharmaceutiques et les colorants, et pour produire d'autres composés tels que la furane-2-yl-phényl-méthanone par des réactions d'acylation de Friedel-Crafts. Il est également utilisé pour la synthèse d'esters d'acide carboxylique et de lactones.